# Revolutionskult
Die Revolutionskulte der Französischen Revolution bildeten als aufklärerische bzw. volkstümliche Glaubensformen zusammen mit den Revolutionsfesten ein zivilreligiöses Ensemble, das an Stelle von Christentum und insbesondere Katholizismus in die gesellschaftlich-politische Mitte treten sollte. Die intensivste Kultpflege fiel mit der Spitze der Entchristianisierung 1793–1794 zusammen. Ihr Ende setzte nach der Trennung von Kirche und Republik 1795 ein und kam mit dem Konkordat von 1801 zwischen Frankreich und dem Papst zum Abschluss. Das Panthéon in Paris geht auf das Umfeld der Revolutionskulte zurück.

## Aufklärerische Glaubensformen und das Panthéon
| |  |
| Die Geometrisierung des Jenseits: Gedachte, aber nicht realisierte Architektur aufklärerisch-republikanischer Grabbauten. |  |

Die Revolutionskulte wurzelten einerseits in der wissenschaftlich begründeten Skepsis der Aufklärung gegenüber den traditionellen Bekenntnissen. Das Eintreten für ein vernunftgeleitetes Denken und Handeln motivierte ein Weltbild, das, wenn es die Existenz Gottes nicht ganz verneinte, diesen als das immanente Prinzip der nach konfliktfreien Regeln eingerichteten und funktionierenden allgegenwärtigen Ordnung sah. Diese Sicht verlangte nach einer von jedem Aberglauben und allem Unlogischen befreiten Religion, in der eine rationalistische Frömmigkeit und die Anerkennung der Naturgesetze herrschen sollte. Von weiten Teilen der geistigen und politischen Führungsschicht übernommen, äußerte sich die hierauf basierende deistische oder theistische Frömmigkeit nach Revolutionsbeginn in intellektuellen Glaubensformen wie dem Kult der Vernunft, dem Kult des höchsten Wesens, dem Dekadenkult oder der Theophilanthropie.
Hand in Hand mit dem rationalisierten Glauben ging anderseits oft eine Verehrung der Idole der Aufklärung: Dazu gehörten als wohl wichtigste Voltaire und Jean-Jacques Rousseau. Deren Verehrung fand einen institutionellen Ausdruck. Die Nationalversammlung erklärte den am 4. April 1791 fertiggestellten, aber noch nicht geweihten Kuppelbau der Kirche Sainte-Geneviève als Panthéon zur nationalen Ruhmeshalle und Nekropole bedeutender Franzosen. Noch im selben Jahr wurde Voltaire ins Panthéon umgebettet. Die sterblichen Überreste Rousseaus folgten 1794 dorthin, nachdem sein Grabmal auf der Pappelinsel bereits zu einer Pilgerstätte avanciert war. Mit Blick auf Isaac Newton, der wegen seiner grundlegenden Einsichten in Gravitation, Licht und Strom einen besonderen Status unter den Wissenschaftlern innehatte, sprach der Frühsozialist Henri de Saint-Simon von einer Réligion à Newton (newtonschen Religion), als er 1802 der Vernunft im Glauben das Wort redete.

## Volkstümliche Glaubensformen und Märtyrerkulte
Die Revolutionskulte waren von einer quasi-religiösen Ritualisierung des revolutionären Alltags unterlegt, die sich in Bruderküssen, dem Errichten von Freiheitsbäumen und Altären des Vaterlands oder dem Leisten des Bürgereids äußerte. Die volkstümlichen Ausdrucksformen der Revolutionskulte erlaubten es, religiöse Gefühle auszuleben, die zugleich ganz im Zeichen der Republik standen. In ihnen bestanden nicht zuletzt Teile der traditionellen Frömmigkeit weiter. Eng an kirchliche Vorbilder lehnten sich revolutionäre „Glaubenstexte“ wie etwa ein Crédo révolutionnaire français, das dem katholischen Glaubensbekenntnis („Wir glauben an den einen Gott, den Vater, den Allmächtigen…“) nachgebildet war:

„Ich glaube an die neue französische Republik, die eine und unteilbare, an ihre Gesetze und an die heiligen Menschenrechte, die das französische Volk erhalten hat von der heiligen Bergpartei des Nationalkonvents, der sie geschaffen. Die heiligen Menschenrechte hatten viel gelitten in den Händen der Verräter, doch sind diese gefallen unter der Sichel der Guillotine und wurden verscharrt. Ich glaube, dass dank dieses Werkzeugs die bewehrten Tyrannen samt ihren Horden sich vor uns niederwerfen werden, um die vom Konvent gegebenen Menschenrechte zu verehren. Ich glaube, dass die Sansculotten, die für das Vaterland und für die heiligen Menschenrechte gestorben sind, zur Rechten des Vaters aller Lebewesen sitzen und ihre Brüder seligsprechen, die sich an den Horden der Tyrannen rächen. Ich glaube, dass die heilige Bergpartei der Franzosen sich von ihren Verrätern gesäubert hat, ich glaube, dass die Gesetzgeber des französischen Volks nicht aufhören werden Europa den Zorn entgegen zu werfen, bis dass die Tyrannen zerschmettert sein werden, die Krieg gegen uns führen. Möge das europäische Volk, aus seiner selbstverschuldeten Lethargie steigend, die Menschenrechte anerkennen, für die die wahren Kinder Frankreichs geschworen haben zu leben und zu sterben.“

| |  |
| Jacques-Louis David nahm für sein berühmtes Gemälde das christliche Motiv der Pietà auf. Es wurde auf einem altarähnlichen Podest im Louvre aufgestellt und als Stich in zahllosen Exemplaren unter das Volk gebracht. |  |

Insbesondere in den Personenkulten für getötete Revolutionäre, die sehr an die Heiligenverehrung in der katholischen Kirche erinnerten, verschmolzen religiöse und politische Sphäre. Die Verehrung dieser Menschen als „Märtyrer der Revolution“ lag der Bevölkerung näher als die abstrakten Kulte für die Vernunft oder ein „höchstes Wesen“. Die Hinrichtung des französischen Königs 1793 und die Entchristianisierung legitimierten einerseits die neue revolutionäre Ordnung, hinterließen aber auch spirituell-zeremonielle Leerstellen. Mit den Märtyrerkulten – als weltliche Wiederaufnahme der Königs- und Heiligenverehrung – übernahmen Gesellschaft und Politik religiöse Muster und passten sie ihren Bedürfnissen an.
Zu den Märtyrern gehörten Louis-Michel Lepeletier, Joseph Chalier und an erster Stelle Jean-Paul Marat, der als selbsternannter ami du peuple (Volksfreund) schon zu eigenen Lebzeiten an seinem Bild für die Zeitgenossen und die Nachwelt gearbeitet hatte und dessen sogleich nach seiner Ermordung am 13. Juli 1793 einsetzende Kult die ohne Zweifel ausgeprägteste Form der Verehrung eines Revolutionsführers war. Auch Marat erhielt ein auf ihn verfasstes Glaubensbekenntnis:

„Ich glaube an Marat den Allmächtigen, Schöpfer der Freiheit und der Gleichheit, unsere Hoffnung, den Schrecken der Aristokraten, der hervorgegangen ist aus dem Herzen der Nation und offenbart ist in der Revolution, der ermordet ist von den Feinden der Republik, der ausgegossen hat über uns seinen Gleichheitsatem, der niedergefahren ist zu den elysischen Feldern, von dannen er eines Tages kommen wird zu richten und zu verdammen die Aristokraten.“

Für Marat wurden Altäre errichtet, Prozessionen und regelmäßige Totenfeiern abgehalten, Büsten an Versammlungsorten aufgestellt, und zu seinem Gedächtnis führte am 18. August 1793 ein Trauerzug zur Pariser Kirche Notre-Dame-de-Bonne-Nouvelle, bei dem ein Frauenchor den Psalm O cor Jésus, O cor Marat (Oh Herz Jesu, oh Herz Marats) sang. Am 20. November hatte der Hafen Le Hâvre de Grâce (heute Le Havre) den Namen Hâvre de Marat bzw. Hâvre-Marat angenommen. Die Îles de Lérins vor der französischen Küste wurden umbenannt in Îles Marat et Lepeletier. Wie bereits Lepeletier gelangte Marat auch als Revolutionsmärtyrer ins Panthéon (25. November 1793).

## Unterdrückung der Revolutionskulte
Der Märtyrerkult geriet in die Kritik insbesondere derer, die atheistische oder deistische Auffassungen vertraten; dem Bedürfnis nach einer „Ersatzgläubigkeit“ suchten die Hébertisten mit der Schaffung des Kults der Vernunft gerecht zu werden. Allerdings kam es bald schon zu einer Vermischung der Glaubensformen. In den zu „Tempeln der Vernunft“ umgewandelten Kirchen wurden oft Abbilder von Revolutionsmärtyrern an die Stelle derjenigen von Heiligen gesetzt. Nach dem Sturz der Jakobiner im Thermidor erging die Regelung, dass Bildnisse von Revolutionshelden nur noch ausgestellt werden dürften, wenn mehr als zehn Jahre seit ihrem Ableben vergangen waren. Bedingt durch den politischen Umschwung endete Marats öffentliche Verehrung endgültig 1795, als man ihn zum Verräter erklärte; die Büsten wurden zerstört, sein Körper aus dem Panthéon entfernt. Die Trennung von Staat und Kirche 1795 nahm den Revolutionskulten ihre institutionelle Basis, das Konkordat mit dem Papst 1801 sorgte dafür, dass sie endgültig unterdrückt wurden. Jedoch reaktivierte Napoléon Bonaparte das Panthéon, das nach der Ausbettung Marats 1795 keine neuen Grablegen gesehen hatte, indem er während seiner Kaiserherrschaft 42 Würdenträger des Reichs hier bestatten ließ und so der quasi-religiösen Personenverehrung als einer Facette des Revolutionskults zum Fortbestehen verhalf.